# Shojaeddin Shafa
Shojaeddin Shafa (persiska: شجاع‌الدین شفا) Šojāʿod-din Šafā), född den 4 oktober 1918 i Qom, Iran, död 17 april 2010 i Paris, Frankrike, var en iransk historiker, journalist, statsman och ambassadör under shahens Mohammad Reza Pahlavi. Han är författare till ett stort antal böcker om Irans historia. Han var också shahens talskrivare.

## Biografi
Shojaeddin Shafas far var läkare från staden Kashan och slog sig ner i Qom där han öppnade en klinik, men vare sig far eller son var förtjust i stadens religiösa karaktär.
Shojaeddin Shafa studerade litteraturvetenskap vid universitetet i Teheran och tog en kandidatexamen i persisk litteratur. Han studerade sedan vidare i Libanon, Frankrike och Italien. Han började sedan en karriär som journalist och statsman. 1942 grundade han högerpartiet Mihanparastān (Nationalisterna) tillsammans med Mohammad Pour-Sartip och blev redaktör för en tidning med samma namn. 1951 utnämndes han av Irans premiärminister Mohammad Mosaddegh till chef för den statliga nyhetsbyrån News and Information Agency.  Några år senare blev han biträdande hovminister, generaldirektör för Pahlavi Nationalbibliotek, generalsekreterare för Kejserliga kulturrådet och Internationella iranistsällskapet. I egenskap av biträdande hovminister under Hosein Ali skrev han flera av shahens viktigaste tal och bidrog till att återuppliva det persiska hovets traditionella roll som beskyddare av konst och litteratur.
Shojaeddin Shafa kom med förslaget till shahen Mohammad Reza Pahlavi att man skulle fira det Persiska imperiets 2500-årsjubileum och kom själv att ansvara för alla kulturella och vetenskapliga evenemang i samband med firandet som ägde rum 1971. I samband med firandet hölls en iranistikkonferens i Persepolis där de svenska professorerna H.S. Nyberg och Geo Widengren deltog. Mot bakgrund av Shojaeddin Shafas engagemang för återupplivandet av Irans nationella identitet i synnerhet i samband med 2500-årsjubileumet har han benämnts som Pahlavidynastins icke-officiella ideolog.
Shojaeddin Shafa grundade samma år Acta Iranica. Permanent Encyclopedia of Iranian Studies tillsammans med den belgiske iranisten Jacques Duchesne-Guillemin. I början av 1970-talet åtog han sig också att publicera ett kulturellt uppslagsverk över Iran, Jahan-e Iranshenasi (Iranistikens värld). De första fem böckerna utkom i Teheran 1976. Publiceringen avbröts av den iranska revolutionen 1979. 
I och med islamisternas maktövertagande gick Shojaeddin Shafa i landsflykt. Han fick en fristad i Frankrike där han fortsatte sitt breda författarskap. Han dog i Paris den 17 april 2010 och är begravd i Montparnassekyrkogården (avdelning 3) i Paris.

## Författarskap
Shojaeddin Shafa publicerade ett stort antal böcker inom iranistik och om Irans kulturella inflytande i världen. Hit hör hans spanska verk De Persia a la España musulmana: la historia recuperada (Université de Huelva, 2000). Han skrev också en bok om Irans nationalbibliotek med titeln The Pahlavi National Library of Iran: Its Planning, Aims and Future (1977).
Shojaeddin Shafa internationellt sett mest uppmärksammade verk är hans självständiga historiska böcker om Irans historia där han intar en kritisk hållning mot islam som religion: L’Iran à la croisée des chemins, De Koleyni à Khomeyni. Réponses à des questions vieilles de mille ans, Une nouvelle naissance pour l’Iran au troisième millénaire  och 1400 ans d'Islam chiite. Böckerna skrevs på franska och översattes sedan till flera språk, däribland persiska. 
Hans islamkritik framkommer också i hans sista persiska bok Mo'amā-ye adyān (Religionernas mysterium), som bär undertiteln "Forskning om de monoteistiska religionerna och om Koranens gudomliga ursprung".
Förutom sitt eget persiska författarskap översatte Shojaeddin Shafa verk av Alphonse de Lamartine, Anna de Noailles, Victor Hugo, François-René de Chateaubriand, Alfred de Musset, Pierre Louÿs, Dante Alighieri, Friedrich Nietzsche, Johann Wolfgang von Goethe, Heinrich Heine, John Milton, Lord Byron, med flera, till persiska.

## Utmärkelser
Shojaeddin Shafa har erhållit flera litterära och vetenskapliga utmärkelser och hedersmedaljer i Iran och internationellt. Han mottog ordenstecken från Arts et Lettres-orden 1961, Hederslegionen 1963 och Akademiska palmen 1965. Han var hedersdoktor vid Roms universitet och vid Moskvauniversitetet samt hedersmedlem av flera akademiska sällskap.